# Семичов Борис Володимирович
Борис Володимирович Семичов (1900–1981) — радянський сходознавець, буддолог, індолог, тибетолог. Кандидат філологічних наук (1965).

## Біографія
Борис Володимирович народився 8 листопада 1900 року в Санкт-Петербурзі.
У 1919 році, навчаючись в Петроградському політехнічному інституті, був мобілізований в армію генерала М. М. Юденича в кінну розвідку. У 1920 році інтернований з Польщі в Росію, де два роки пробув у таборах. Після виходу на свободу вступив до Ленінградського Державного Університету. У 1928 році закінчив індо-тибетське відділення Факультету суспільних наук ЛДУ. Учень академіка Ф. І. Щербатского.
З моменту закінчення університету прийнятий в Інститут вивчення буддійської культури на посаду наукового співробітника. Вільно володіючи санскритом, мовами палі й урду, тибетською, монгольською, польською, англійською, німецькою та французькою мовами, займається вивченням тексту Абгідгарма палійського канону.
Після реорганізації сходознавчих установ Академії Наук в 1930 році Бориса Володимировича зараховують до Інституту сходознавства Академії Наук СРСР. Влітку 1930 року, разом з експедицією Ботанічного музею АН СРСР, в якості тибетолога, Б. В. Семичов відправляється в Ацагатський Аршан (школу тибетської медицини, засновану Агваном Доржієвим в Бурятії) для вивчення традиційної тибетської медицини.
Пізніше Семичов входить до групи вчених, які досліджують колекцію тибетських медикаментів, привезену з Троїцькосавська. У 1933 році він публікує статтю, яка містить наклеп про представників тибетської медицини і особисто Агвана Доржієва в журналі Радянська Етнографія. Ця стаття надала владі СРСР можливість розправитися з ламами і викликала обурення колишніх колег Семічова по Інституту вивчення буддійської культури.
17 березня 1933 року Борис Семичов був заарештований і помилково звинувачений за статтею 58-4, 11 Кримінального Кодексу СРСР («був активним учасником контрреволюційної монархічної організації „Євразійців“»). 5 липня засуджений строком на п'ять років виправно-трудових таборів і засланий у табір в м. Кемь (Карелія).
У березні 1934 року переведений в табір у м. Лодєйне Поле. За клопотанням про помилування, Президія ЦК СРСР 22 травня 1935 року скоротила перебування в таборах до чотирьох років. Після звільнення Семічову не дозволяли відвідувати великі міста до середини 1950-тих років. У 1955 році Борис Володимирович влаштовується на посаду співробітника сектора буддології Бурятського інституту суспільних наук, де повертається до досліджень тибетської мови і літератури. За підтримки Ю. М. Реріха Семичов повертається до досліджень буддійських філософських трактатів.
Помер Семичов Борис Володимирович в Томську 15 січня 1981 року. Швидка допомога відмовила в госпіталізації, що і стало причиною смерті. Реабілітований у 1989 році.